# Copersucar
Copersucar est une coopérative brésilienne, spécialisée dans la production de sucre et d'alcool. La Copersucar a été fondée le 1er janvier 1959, à la suite de la réunion de plusieurs organisations existantes faisant partie de la Cooperativa de Produtores de Cana-de-Açúcar, Açúcar e Álcool do Estado de São Paulo.

## Histoire
En mars 2014, Copersucar annonce une coentreprise avec Cargill pour créer la plus grande entreprise de commerce de sucre.

## Sponsoring
Entre 1975 et 1979, Copersucar a été le sponsor principal de l'écurie de Formule 1 brésilienne Copersucar-Fittipaldi.